# 小松豊作

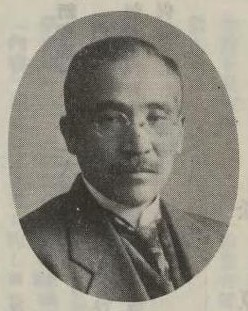
小松豊作

小松 豊作（こまつ ほうさく、1883年（明治16年）4月15日 - 没年不明）は、日本の養蚕家、発明家。
長野県上諏訪町小和田出身。東京高等工業学校機械科を卒業し、東京蚕業講習所技手、生糸検査所技手、特許局審査官、東京高等蚕糸学校教授などを歴任した。1924年（大正13年）に辞して東京府東京市滝野川（現・東京都北区）に田端鐵工所を創立し、下記田端式乾燥器の製作に従事した。

## 特許・実用新案
- 実用新案第117580号 乾燥機の網帯取付装置
- 実用新案第118708号 乾燥機の網帯取付装置
- 実用新案第119395号 乾燥機の網帯取付装置